# 格爾羅克 (北卡羅萊納州)
格爾羅克（英語：Gulrock）是位於美國北卡羅萊納州海德縣的非建制地區。

## 歷史
格爾羅克的郵局於1921年設立，其後於1955年停運。

## 地理
格爾羅克所處的海拔為高於海平面1米（即3英呎），而該地所採用的時區為UTC-5，即北美东部时区（EST）。同時該地設有夏令時間，為UTC-5調快一小時，即UTC-4（EDT）。